# Rivasmartinezia
Rivasmartinezia es un género de plantas herbáceas perennes de la familia del apio (Apiaceae), endémico de la península ibérica. Reúne dos especies.

## Descripción
Hierbas perennes de fuerte olor, de 20 hasta 65 cm de altura, con grueso rizoma cubierto de los restos de las vainas de las hojas de limbo y hojas de tres a seis veces divididas en segmentos finos y largos. Flores blancas con pétalos blancos o ligeramente amarillentos dispuestas en umbelas compuestas. Frutos de 2 a 6 mm de largo.

## Taxonomía
El género fue descrito por Fern.Prieto & Cires y publicado en Plant Biosystems  148(5): 982 (2014). La especie tipo es Rivasmartinezia vazquezii.

## Especies
- Rivasmartinezia cazorlana
- Rivasmartinezia vazquezii